# Henge von Yarnbury

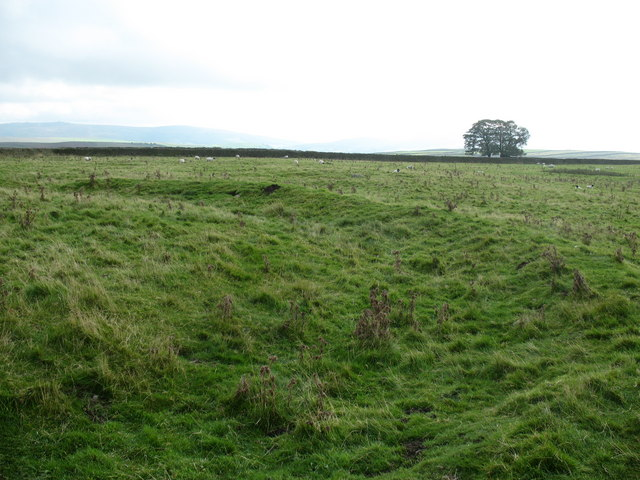
Das Henge von Yarnbury

Das Henge von Yarnbury liegt östlich der Moor Lane, südlich vom Weiler Yarnbury, nordöstlich von Grassington in North Yorkshire in England.
Das Henge [hɛndʒ] (auch henge monument) liegt auf einem kleinen Plateau, umgeben von niedrigen Hügeln, mit freiem Blick über Grassington. Das Henge ist vergleichsweise winzig, mit einem Innenbereich von 20 bis 22 Meter Durchmesser, der von einem etwa 3,5 Meter breiten Graben umgeben ist, und einem äußeren Wall von drei bis vier Metern Breite, der bis zu einer Höhe von etwa einem halben Meter erhalten ist. Der Wall besteht aus Stein und Erde und ist mit Rasen bedeckt. Ein einziger Zugang im Südosten wurde durch die Steinbrüche beschädigt.
Es ist eine Mini-Version des Henge von Castle Dykes, etwa 14 Meilen nördlich. J. Barrett der Castle Dyke 1929 erstmals als Disc barrow erwähnt wurde, führte 32 Jahre später das Yarnbury Henge als „kreisförmige Plattform“ in die archäologische Literatur ein. 1965 beschrieb D. P. Dymond das Henge detailliert. Henges werden der späten Jungsteinzeit mit Grooved-Ware-Keramik zugeordnet.
In der Nähe von Grassington liegen der Steinkreis Druid’s Altar, das Cove Hole und die Heights Cave.